# Lepidurus arcticus
Lepidurus arcticus é uma espécie de crustáceos que habita lagos permanentes de água doce, na Noruega, Groelândia, Finlândia, Suécia, Islândia, Rússia e Ilhas Curilas, além de alguns poucos relatos ao norte do Canadá.
Ao contrário de outros da ordem Notostraca, Lepidurus arcticus é conhecido por conviver com espécies de peixe. Além disso, eles passam toda a vida em águas com temperaturas muito baixas (entre 4°C e 7°C), algo que não é visto em outros de sua ordem. A espécie é uma predadora comum de Daphnia pulex.